# Магомедов, Рабадан Гаджиевич
Рабада́н Гаджи́евич Магоме́дов (24 июля 1957 год, Дуранги, Буйнакский район, Дагестанская АССР, СССР) — современный российский археолог, кандидат исторических наук.

## Биография
Родился 24 июля 1957 года в селе Дуранги Буйнакского района Дагестанской АССР.

## Учёба
После окончания в 1975 г. СПТУ № 6 г. Хасавюрта поступил на исторический факультет Ростовского государственного университета.

## Карьера
По окончании университета в 1981 г. работал в отделе археологии Института истории, языка и литературы Дагфилиала АН СССР (ныне Институт истории, археологии и этнографии ДНЦ РАН) младшим научным сотрудником. В 1992—1995 гг. исполнял обязанности ученого секретаря. С 1995 г. — старший научный сотрудник. В 1993 г. защитил кандидатскую диссертацию на тему «Горный Дагестан и Юго-Восточная Чечня в эпоху средней бронзы (Гинчинская культура)». Кандидат исторических наук.
Основные направления научно-исследовательской работы Магомедова Р. Г. — изучение археологических культур Дагестана, Кавказа, Ближнего Востока и Передней Азии эпох энеолита, ранней и средней бронзы. Он является автором около 90 публикаций, в том числе в центральных и зарубежных изданиях. В их числе две монографии: «Гинчинская культура (Горы Дагестана и Чечни в эпоху средней бронзы)» (1998), «Материалы к изучению культур эпохи бронзы в Приморском Дагестане» (2000).
Неоднократно принимал участие во всесоюзных, всероссийских и региональных научных сессиях и конференциях, а также в международных конференциях и симпозиумах в Новороссийске (1991), Тбилиси (1997, 1998), Махачкале (1999), Париже (2002) и Чикаго (2002).
Является начальником Великентской археологической экспедиции ИИАЭ ДНЦ РАН и Великентской археологической базы ИИАЭ ДНЦ РАН.